# Cephalaeschna masoni
Cephalaeschna masoni är en trollsländeart som först beskrevs av Martin 1909.  Cephalaeschna masoni ingår i släktet Cephalaeschna och familjen mosaiktrollsländor. IUCN kategoriserar arten globalt som otillräckligt studerad. Inga underarter finns listade i Catalogue of Life.